# 谢国忠
謝國忠（1960年—），男，出生于中国上海，独立经济学家, 前任摩根士丹利亚洲区研究部董事总经理，彭博新闻社特约作者。

## 经历
- 1983年毕业于同济大学路桥系
- 1987年获麻省理工学院土木工程学硕士
- 1990年获麻省理工学院经济学博士
- 同年加入世界银行，担任经济分析员。谢国忠所参与的项目涉及拉美、南亚及东亚地区，并负责处理该银行于印尼的工商业发展项目，以及其他亚太地区国家的电讯及电力发展项目。
- 1995年加入澳洲麥格理銀行新加坡分行，担任企业财务部的联席董事。
- 1997年加入摩根士丹利，任亚太区经济学家。《机构投资者》杂志在2000-2006年选謝國忠博士为亚洲最佳经济学家。
- 2006年9月，謝在内部邮件中批评新加坡经济事实上来自馬來西亞和印尼的非法资金，认为新加坡经济成功依赖于为印尼洗钱。迫于新加坡当局的压力，謝离开摩根士丹利，现为独立经济学家和金融投资顾问，《财经》杂志特约经济学家、玫瑰石顾问公司董事，并领导一家股权投资俱乐部。

## 观点
自1997年以来，謝國忠成功预测了亚洲金融危机香港楼市下跌50%，中国经济走向通缩，石油跌破30美元，美国和世界经济衰退，A股跌破2500点等经济事件，提前两个月到数年不等，也因此被有些媒体指成“空军司令”。謝國忠表示：其實這不是中國的錢，是資金流入的結果。與此相反中国人民大学教授黄卫平认为这是中国人民的血汗钱。
但謝國忠預測失準也所在多有，例如2011年起預測上海房價大跌，最終帶動各大城市大跌結果從未出現反而大漲，2013到2014又多次說房價跌一半，只要聽其預測賣出房屋者都慘重損失。一路預測A股下跌卻沒預測到2015年起的最大上漲波段。預測人民幣兩年不會升值卻有一波升值出現。华商报曾报道“谢国忠一不小心将西安房价说准了”。“独立经济学家谢国忠属于房地产市场上看空派的代表人物，十余年来一直预测房价要下跌。”然而西安房價一年後又開始大漲，香港回歸後也是邁向20年的上漲區段，凡是在其預測失準的階段就會以模稜兩可的含糊說法帶過，例如2017年的受訪：“我觉得房价会一浪一浪调整，但是最终调整多少，还是要看政府调控的力量与市场力量的博弈，所以要做出价格判断并不容易。我认为最终每平方米房价会降到2个月平均工资以下。”